# Нью-Гіброн (Міссісіпі)
Нью-Гіброн (англ. New Hebron) — місто (англ. town) в США, в окрузі Лоуренс штату Міссісіпі. Населення — 386 осіб (2020).

## Географія
Нью-Гіброн розташований за координатами 31°44′0″ пн. ш. 89°59′0″ зх. д. / 31.73333° пн. ш. 89.98333° зх. д. (31.733219, -89.983326).  За даними Бюро перепису населення США в 2010 році місто мало площу 1,73 км², уся площа — суходіл.

## Демографія
Згідно з переписом 2010 року, у місті мешкало 447 осіб у 172 домогосподарствах у складі 127 родин. Густота населення становила 258 осіб/км².  Було 207 помешкань (119/км²).
Расовий склад населення:
| - 89,9 % — білих - 7,8 % — чорних або афроамериканців - 0,4 % — корінних американців - 0,2 % — азіатів - 1,1 % — осіб інших рас |

До двох чи більше рас належало 0,4 %. Частка іспаномовних становила 1,6 % від усіх жителів.
За віковим діапазоном населення розподілялося таким чином: 27,7 % — особи молодші 18 років, 53,1 % — особи у віці 18—64 років, 19,2 % — особи у віці 65 років та старші. Медіана віку мешканця становила 39,2 року. На 100 осіб жіночої статі у місті припадало 86,2 чоловіків;  на 100 жінок у віці від 18 років та старших — 84,6 чоловіків також старших 18 років.
Середній дохід на одне домашнє господарство  становив 48 949 доларів США (медіана — 43 015), а середній дохід на одну сім'ю — 50 567 доларів (медіана — 43 750). За межею бідності перебувало 17,1 % осіб, у тому числі 15,6 % дітей у віці до 18 років та 3,5 % осіб у віці 65 років та старших.
Цивільне працевлаштоване населення становило 161 осіб. Основні галузі зайнятості: освіта, охорона здоров'я та соціальна допомога — 28,6 %, виробництво — 11,8 %, роздрібна торгівля — 8,7 %, публічна адміністрація — 8,1 %.